# She Wants Revenge (álbum)
She Wants Revenge é o álbum de estreia da banda norte-americana She Wants Revenge. Produzido por Michael Patterson, foi lançado em 31 de janeiro de 2006 pela Perfect Kiss, uma gravadora subsidiária da Geffen Records.
A parte de trás da capa do álbum mostra as costas da mulher da capa, revelando que ela segura uma enorme faca atrás de suas costas ("She Wants Revenge" - "ela quer vingança").

## Faixas
| Críticas profissionais                                                      | Críticas profissionais |
| Avaliações da crítica                                                       | Avaliações da crítica  |
| Fonte                                                                       | Avaliação              |
| --------------------------------------------------------------------------- | ---------------------- |
| allmusic                                                                    | [ 3 ]                  |
| Rolling Stone                                                               | [ 4 ]                  |
| Esta tabela precisa de ser acompanhada por texto em prosa. Consulte o guia. |                        |

1. "Red Flags and Long Nights" – 5:10
2. "These Things" – 5:14
3. "I Don't Wanna Fall in Love" – 3:39
4. "Out of Control" – 3:39
5. "Monologue" – 4:56
6. "Broken Promises for Broken Hearts" – 3:19
7. "Sister" – 5:18
8. "Disconnect" – 2:29
9. "Us" – 4:23
10. "Someone Must Get Hurt" – 4:48
11. "Tear You Apart" – 4:46
12. "She Loves Me, She Loves Me Not" – 5:21
13. "Killing Time" - 7:48
14. "Spend the Night" – 4:22 (faixa bónus RU)
15. "Black Liner Run" – 4:52 (faixa bónus RU)
16. "Tear You Apart (Chris Holmes Vs. Bystanders Remix)" (faixa bónus Japão) -?